# Benjamin Kleibrink
Benjamin Kleibrink (* 30. Juli 1985 in Düsseldorf) ist ein deutscher Florettfechter. Er ist fünfmaliger deutscher Meister. Seinen größten Erfolg feierte Kleibrink bei den Olympischen Spielen 2008 in Peking mit dem Gewinn der Goldmedaille. Er ist der erste deutsche Einzelolympiasieger in der Waffe Herrenflorett.
Seine bis dahin größten Erfolge waren der Juniorenweltmeistertitel bei den Juniorenweltmeisterschaften 2005 in Linz/Österreich, die Vizeeuropameisterschaft im Einzel und der Europameisterschaftstitel mit der Mannschaft (zusammen mit Peter Joppich, Dominik Behr und Christian Schlechtweg) bei den Fechteuropameisterschaften 2007 in Gent/Belgien, sowie die Bronzemedaille im Einzel nach einer Niederlage gegen seinen Trainingspartner und späteren Weltmeister Peter Joppich im Halbfinale der Fechtweltmeisterschaften 2007 in Sankt Petersburg.

## Leben
Benjamin Kleibrink wurde 1985 in Düsseldorf geboren und war dort Schüler des erzbischöflichen St.-Ursula-Gymnasiums, wo er 2005 sein Abitur machte. Seit 2006 studierte er Sportwissenschaften an der Deutschen Sporthochschule Köln, nachdem er seinen Wehrdienst als Sportsoldat abgeleistet hatte. Bereits im Schüler- und Jugendalter sammelte er viele Erfolge, so wurde er unter anderem Deutscher Meister in der A-Jugend und bei den Junioren. Seit 2003 trat er für den OFC Bonn an, zuvor focht er für den FC Moers (1999–2003) und die TG Neuss (1994–1999). Im November 2008 verließ Kleibrink den OFC Bonn und startet ab Februar 2009 für den FC Tauberbischofsheim. Er trainiert weiterhin unter Bundes- und Heimtrainer Uli Schreck am Stützpunkt Bonn.
Der Linkshänder gewann mehrere Weltcup-Turniere, unter anderem gewann er in den Jahren 2006 und 2007 das traditionsreiche Grand-Prix-Turnier in Paris und wurde 2005 und 2008 Deutscher Meister. Bei den Weltmeisterschaften 2006 in Turin/Italien belegte er nach einer Niederlage gegen seinen Trainingspartner und späteren Weltmeister Peter Joppich den fünften Platz. Bei den Weltmeisterschaften 2005 in Leipzig holte er mit der Mannschaft (zusammen mit Peter Joppich, Dominik Behr und Ralf Bißdorf) die Bronzemedaille. Den Vizemeistertitel sicherte er sich mit der Mannschaft bei den Weltmeisterschaften 2006 in Turin (mit Richard Breutner anstatt Ralf Bißdorf), 2007 in St. Petersburg/Russland (mit Christian Schlechtweg anstatt Richard Breutner) und 2008 in Peking/China (diesmal wieder mit Richard Breutner anstatt Christian Schlechtweg).
Im Juli 2007 wurde Benjamin Kleibrink von der Deutschen Sporthilfe in Zusammenarbeit mit dem Kicker zum Sportler des Monats gewählt.
Bei den Olympischen Spielen 2008 in Peking gewann Kleibrink im Florett-Einzel die Goldmedaille. Im Finale bezwang er den Japaner Yūki Ōta mit 15:9 Treffern und errang so den ersten deutschen Fecht-Olympiatitel seit 1992 und den ersten im Einzel seit 1988. Zuvor hatte Benjamin Kleibrink im Halbfinale und im Viertelfinale die Chinesen Zhu Jun und Lei Sheng ausgeschaltet. Sein Finalgegner Ōta hatte davor im Viertelfinale den anderen deutschen Favoriten Peter Joppich geschlagen. Mit der Mannschaft gewann er im Herrenflorett bei den Olympischen Spielen 2012 Bronze. Nach den Olympischen Spielen 2012 erklärte Benjamin Kleibrink im Alter von 27 Jahren seinen Rücktritt vom Leistungssport.
Ende 2015 kehrte er zum Leistungssport zurück und nahm in der Trainingsgruppe von Ulrich Schreck das Training wieder auf. Kleibrink gehört mit zu den Nominierten, die Deutschland im Herrenflorett bei den Fechteuropameisterschaften 2016 in Toruń vertreten. Anfang Juni 2016, wenige Tage nach der Nominierung, wurde er in Shanghai nach dem Ende des dortigen Florett-Grand Prix bei einem tätlichen Angriff schwer verletzt. Bei den Deutschen Fechtmeisterschaften 2017 konnte Kleibrink im Einzel und mit der Mannschaft jeweils die Bronzemedaille im Florett gewinnen.

## Ehrungen
2008 wurde Benjamin als „Sportler des Jahres“ von Nordrhein-Westfalen mit dem „Felix“ ausgezeichnet.

## Erfolge

### Einzelerfolge
2004
- Bronze: Juniorenweltmeisterschaften in Plovdiv

2005
- Gold: Juniorenweltmeisterschaften in Linz
- Gold: Deutsche Fechtmeisterschaften
- Bronze: Junioreneuropameisterschaften in Espinho

2006
- Bronze: Europameisterschaften in Izmir
- Gold: Grand Prix „Challenge Rommel“ in Paris
- Bronze: Deutsche Fechtmeisterschaften

2007
- Bronze: Weltmeisterschaften in St. Petersburg
- Silber: Europameisterschaften in Gent
- Gold: Grand Prix „Challenge Rommel“ in Paris
- Silber: Deutsche Fechtmeisterschaften

2008
- Gold: Olympische Spiele in Peking
- Gold: Deutsche Fechtmeisterschaften

2010
- Gold: Deutsche Fechtmeisterschaften

2011
- Gold: Deutsche Fechtmeisterschaften

2012
- Silber: Europameisterschaften in Legnano
- Bronze: Deutsche Fechtmeisterschaften

2017
- Bronze: Deutsche Fechtmeisterschaften

2018
- Bronze: Deutsche Fechtmeisterschaften

### Mannschaftserfolge
2005
- Bronze: Weltmeisterschaften in Leipzig

2006
- Silber: Weltmeisterschaften in Turin

2007
- Silber: Weltmeisterschaften in St. Petersburg
- Gold: Europameisterschaften in Gent

2008
- Silber: Mannschaftsweltmeisterschaft in Peking

2009
- Silber: Mannschaftsweltmeisterschaft in Antalya
- Bronze: Mannschaftseuropameisterschaft in Plovdiv

2010
- Silber: Deutsche Fechtmeisterschaften

2011
- Gold: Deutsche Fechtmeisterschaften
- Bronze: Mannschaftsweltmeisterschaft in Catania

2012
- Bronze: Olympische Spiele in London
- Bronze: Mannschaftseuropameisterschaft in Legnano

2017
- Bronze: Deutsche Fechtmeisterschaften

2018
- Bronze: Deutsche Fechtmeisterschaften